# 太閤酒造場
太閤酒造場（たいこうしゅぞうじょう）は、徳島県阿波市土成町郡にある日新酒類株式会社の醸造場である。主に日本酒を中心とした酒類を生産している。
2023年、太閤酒造場の敷地内にあるウイスキー蒸溜所「阿波乃蒸溜所」でウイスキーの製造を開始した。

## 概要
四国にある徳島県阿波市で清酒　瓢太閤（ひさごたいこう）や、本格焼酎「鳴門金時　里娘」、吟醸粕取焼酎「よしこの」等を製造している。
同社は2007年6月1日をもって親会社である日新酒類株式会社へ吸収合併、同社は再統合された。以後、清酒・本格焼酎の醸造・蒸留所として存続。

## 企業概況
- 名称：太閤酒造場
- 所在地：〒771-1505 徳島県阿波市土成町郡176

## 沿革
- 1857年（安政04年） - 創業。
- 1968年（昭和43年） - 日新酒類株式会社に合併。
- 1983年（昭和58年） - 全国新酒鑑評会 第1回金賞受賞。
- 1984年「全国新酒鑑評会」金賞受賞（通算2回目）
- 1985年「全国新酒鑑評会」金賞受賞（通算3回目）
- 1989年「全国新酒鑑評会」金賞受賞（通算4回目）
- 1991年「全国新酒鑑評会」金賞受賞（通算5回目）
- 1992年「全国新酒鑑評会」金賞受賞（通算6回目）
- 1993年「全国新酒鑑評会」金賞受賞（通算7回目）
- 1994年「全国新酒鑑評会」金賞受賞（通算8回目）
- 1996年「全国新酒鑑評会」金賞受賞（通算9回目）
- 1997年「全国新酒鑑評会」金賞受賞（通算10回目）
- 2000年（平成12年） - 清酒部門を有限会社 太閤酒造場として分社化。
- 2000年「全国新酒鑑評会」金賞受賞（通算11回目）
- 2001年「全国新酒鑑評会」金賞受賞（通算12回目）
- 2004年「全国新酒鑑評会」金賞受賞（通算13回目）
- 2007年（平成19年） - 全国新酒鑑評会 金賞受賞（通算14回目）。
- 2007年（平成19年）6月 - 親会社である日新酒類株式会社に吸収合併
- 2008年「全国新酒鑑評会」金賞受賞（通算15回目）
- 2011年 「本格芋焼酎・鳴門金時里娘」モンドセレクション金賞受賞
- 2017年「全国新酒鑑評会」金賞受賞（阿波山田錦を使って初・通算16回目）
- 2018年「全国新酒鑑評会」金賞受賞（通算17回目）
- 2019年「全国新酒鑑評会」金賞受賞（通算18回目）
- 2019年「清酒瓢太閤」四国清酒鑑評会　吟醸の部・燗酒の部で優等賞（最上位）受賞
- 2020年「清酒瓢太閤」四国清酒鑑評会 吟醸の部で優等賞（最上位）受賞
- 2020年「大吟醸 桜樽原酒 桜美人」IWC（インターナショナル　ワイン　チャレンジ）2020大吟醸の部でSILVER受賞
- 2021年「瓢太閤　吟醸原酒」IWC SAKE 部門 吟醸酒部門で銀賞を受賞
- 2021年「清酒 瓢太閤」四国清酒鑑評会 燗酒の部で優等賞（最上位）受賞
- 2022年 本格麦焼酎「黒眉山」TWSC（東京ウイスキー＆スピリッツコンペティション）で金賞受賞
- 2022年「全国新酒鑑評会」金賞受賞（通算19回目）
- 2022年「瓢太閤 吟醸原酒」IWC SAKE部門吟醸部門で銀賞受賞
- 2022年「純米吟醸 阿波天水」ミラノ酒チャレンジ 純米吟醸・吟醸部門でダブル金賞受賞
- 2023年「鳴門金時 黒眉山」「長期貯蔵 里娘」IWSC（インターナショナルウイスキー＆スピリッツコンペティション）で銀賞受賞
- 2023年 太閤酒造場ウイスキー蒸溜所始動「阿波乃蒸留所」
- 2023年 「長期貯蔵 里娘」TWSC 焼酎部門で金賞受賞
- 2023年「純米吟醸 阿波天水」ミラノ酒チャレンジ 純米吟醸・吟醸部門で金賞受賞
- 2024年「長期貯蔵 鳴門金時里娘」TWSCで銀賞を受賞
- 2024年「長期貯蔵 鳴門金時里娘」IWSCで銀賞を受賞
- 2024年「瓢太閤」全国新酒鑑評会で金賞受賞（通算20回目）

## 主要製品
■日本酒
・大吟醸（瓢太閤・桜美人 桜樽原酒・蔵の露）
・純米大吟醸
・純米吟醸（阿波天水）
・吟醸（瓢太閤・瓢太閤 阿波山田錦）
・純米酒（己道・阿波太閤）
・特別本醸造（黒我流）
・上撰本醸造（瓢太閤）
・瓢太閤辛口

■焼酎
・本格芋焼酎 鳴門金時（里娘・焼き芋焼酎・黒眉山）
・鳴門金時芋焼酎（黒麹）
・本格麦焼酎（おおぼけこぼけ）